# Matija Petar Katančić
Matija Petar Katančić (Valpovo, 12. kolovoza 1750. – Budim, 24. svibnja 1825.), bio je hrvatski književnik i latinist, sveučilišni profesor poetike, arheologije i numizmatike, te knjižnički kustos, prevoditelj, estetičar, povjesničar i teoretičar književnosti, leksikograf, povjesničar, geograf, numizmatičar, kartograf i franjevac. Prevoditelj je prvog cjelovito tiskanog Svetog pisma na hrvatski jezik. Prijevod je objavljen 1831. godine prvi put. Smatra se začetnikom moderne hrvatske arheologije.

## Životopis
Matija Petar Katančić rođen je u obrtničkoj obitelji 1750. godine. Kao mlad ušao je u franjevce. Školovao se u Pečuhu, Budimu, Baji i Segedinu. Filozofiju je učio u Budimu, a u Baču u Bačkoj je završio franjevački novicijat i dobio ime Petar. Visokoškolski studij teologije i filozofije završio je u Osijeku (1772. – 1778.). Niže redove i subđakonat primio je u đakovačkoj katedrali, a 1775. godine u Đakovu zaređen je za svećenika. Od 1778. do 1779. godine u Budimu je na Filozofskom fakultetu studirao humanističke znanosti (poetika, retorika, estetika). Nakon studija u Budimu predavao je u franjevačkoj gimnaziji u Osijeku (1779. – 1788.), a potom je 1788. godine došao u Zagreb gdje je bio akademskim ekshortatorom Kraljevske akademije znanosti. U Zagrebu je bio profesor u Klasičnoj gimnaziji od 1789. do 1795. godine. Na potonjem je sveučilištu predavao arheologiju. Od 1795. do 1800. bio je profesor arheologije, stare geografije i numizmatike na Sveučilištu u Pešti, a istodobno i kustos Sveučilišne biblioteke. 
Umirovljen je bio u Budimu, u franjevačkom samostanu, gdje je bio sve do smrti. Umro je u Budimu 1825. godine. Pokopan je u kripti budimskoga samostana sv. Stjepana Prvomučenika.

## Književno stvaralaštvo
Katančić je u književnosti bio predstavnik kasnog pseudoklasičnog pjesništva. Hvalospjeve piše po ugledu na Horacija, a pastirske pjesme po ugledu na grčko i rimsko bukolsko pjesništvo. Njegove prigodničarske latinske pjesme, napisane po uzoru na Horacija i izdane skupa s njegovim hrvatskim pjesmama u zbirci Jesenski plodovi (Fructus autumnales, 1791.), pokazuju da je bio temeljito klasički obrazovan te da je bio izvrstan versifikator.
Bivajući izvrstnim poznavateljem klasične grčke i rimske književnosti, pokušavao je unijeti u jezik i latinske metričke oblike, odnosno stvoriti umjetničke pjesme prema latinskim uzorima. U raspravi Kratka bilješka o prozodiji ilirskoga jezika (Brevis in prosodiam Illyricae linguae animadversio, 1791.) dao je nekoliko zanimljivih metričkih obrazaca po ugledu na stare klasike, pokazavši izvrsno poznavanje grčke i rimske mitologije i književnosti. U svojoj drugoj književnoteorijskoj raspravi, pod naslovom Knjižica o ilirskom pjesništvu izvedena po zakonima estetike (De poesi Illyrica libellus ad leges aestheticae exactus, 1817.) prvi razmatra hrvatsku književnost s estetičkog stajališta.
Tvorac je prve arheološke rasprave u Hrvata, Rasprava o miljokazu (Dissertatio de columna milliaria), u kojoj opisuje rimski miljokaz pronađen kod Osijeka.
Smatra ga se dijelom budimskog kruga hrvatskih franjevačkih pisaca, zajedno s Marijanom Jaićem, Mihovilom Radnićem, Lovrom Bračuljevićem, Grgurom Čevapovićem, Grgurom Peštalićem, Emerikom Pavićem, Stjepanom Vilovim i ostalima, koji je uvelike pridonio razvitku kulture Hrvata u Ugarskoj u 18. i 19. stoljeću.
Na djelu i dijalektu Matije Petra Katančića doktorirao je hrvatski jezikoslovac Josip Hamm.

## Djela
Kao znanstvenik okušao se u brojnim disciplinama. Pisao je djela iz epigrafike (Disertatio de columna milliaria ad Eszekum reperta, Osijek, 1782.), ispitivao je etnički karakter naroda Balkana i zastupao hipotezu da su Hrvati u Panoniji i Dalmaciji autohtoni, odnosno da su Iliri predci slavenskih balkanskih naroda (In vererem Croatorum patriam indagatio philologica, Zagreb, 1790.), istraživao je domaće starine, geografiju hrvatskih krajeva u rimsko doba, stari jezik Panonaca (Specimen philologiae et geographiae Pannoniorum, Zagreb, 1795.). Geografiji starog vijeka posvetio je dva djela: Orbis antiquus ex tabula itineraria…, 1. sv., Budim, 1824.; 2. sv., Budim, 1825. i Istri adcolarum geographia vetus, Budim, 1826.
Kao filolog okušao se u brojnim područjima. Preveo je cijelu Bibliju, a rukopis je za tisak priredio Grgur Čevapović: Sveto pismo starog zakona (Budim, 1831.) i Sveto pismo novog zakona (Budim, 1831.). To je ujedno i prvi cjeloviti objavljeni prijevod Biblije u Hrvatskoj. U rukopisu su mu ostali rječnici Pravoslovnik (hrvatsko-latinski) i Etymologicon Illyricum (latinsko-hrvatski). Napisao je i prvu raspravu u povijesti hrvatske versologije, u kojoj se zalagao za građenje hrvatskih stihova na osnovi kvantitete slogova (pregovor pjesničkoj zbirci Jesenski plodovi pod naslovom Brevis in prosodiam Illyricae linguae animadversio). U svom poetičkom, estetičkom i književno-povijesnom djelu, De poesi Illyrica libellus ad legs aestheticae exactus cum rosaleide Kanižlićii emendata (1817.), raspravlja o početcima pjesništva uopće te o hrvatskome pjesništvu. Ta rasprava, utemeljena na klasicističkim estetičkim i poetološkim koncepcijama, s ponekim nagovještajem predromantičkih poetičkih shvaćanja, donosi i mnoge primjere iz hrvatske književnosti, a posebna je pozornost posvećena Kanižlićevoj Svetoj Rožaliji.
Katančićev pjesnički opus nije velik. Iza sebe je ostavio samo jednu pjesničku zbirku latinskih i hrvatskih pjesama Fructus auctumnales (Jesenski plodovi), te nekoliko mađarskih, latinskih i hrvatskih prigodnica koje nisu uvrštene u zbirku (npr. Rod Katanić, Poskočnica Pana i Talije na Crnom brdu). U rukopisu je ostala i njegova autobiografija, za koju se danas ne zna gdje se nalazi.

## Fructus auctumnales
Zbirka je pisana prema klasicističkim poetičkim načelima. Sastoji se od 39 latinskih (od toga 2 posvetne) i 18 hrvatskih pjesama. Pjesme u latinskom dijelu zbirke razvrstane su u tri cjeline: Lyrica obuhvaća 15 pjesama spjevanih po uzoru na antičku meliku; Elegiaca et heroica sastoji se od dvije elegijske pjesme i jedne heksametarske; Epigrammata sastoji se od 19 epigrama od kojih je većina pisana elegijskim distihom, osim dva epigrama koji nisu. Motto na početku zbirke, preuzet iz Horacijevih Oda, pokazuje nam tko je bio Katančićev uzor u pjesništvu. Da mu je Horacije bio uzor pokazuje i metrički izbor u Katančićevim pjesmama, u kojem se uz spomenute zatječu i asklepijadski i anakreontski stihovi te jampski senari te strofe, druga asklepijadska, sapfička i alkejska. Pjesme su većinom prigodnice: mladomisničke čestitke, nadgrobnice, pozdravnice.
Izvan zbirke je ostalo podosta Katančićevih latinskih stihova. Opsegom se ističu tri sastavka s početka djela Istria adcolarum geographia vetus: elegija i oda posvećene Valpovu, te rodoslovlje u 53 sapfičke strofe. Naknadno je pronađena i latinska verzija prvoga Razgovora pastirskoga.
Hrvatski dio zbirke, pod naslovom Metra Illyrica, podijeljen je u nekoliko skupina: Petoi šestonoge, Tamburne inostranske, Popivke narodne i Proste. Većina pjesama je prigodna značaja. Oblikovane su prema motivima klasične antičke književnosti i mitologije i prema motivima narodne lirske (rjeđe epske) pjesme. Zbirka se sastoji od pastoralnih ekloga, prigodnica, elegija, oda ili stilizacija „na narodnu“, a neke pjesme su oblikovane kao lirske minijature i nagovještaj su predromantičkih poetičkih koncepcija. Katančić slijedi metričke obrasce iz antičkog pjesništva ili gradi stihove prema akcentu, približujući se time lakoći usmene lirske pjesme. Njegova hrvatska lirika je uzoran primjer klasicističkog pjevanja u hrvatskoj književnosti.

## Vanjske poveznice
- Katančić, Matija Petar, Stanislav Marijanović (2009.), hbl.lzmk.hr
- Ljetopis i izabrana bibliografija M. P. Katančića, Katančićevu biobibliografiju sastavio je za ediciju Stoljeća hrvatske književnosti Stanislav Marijanović, matica.hr
- Fructus auctumnales in iugis Parnassi Pannonii maximam partem lecti Latia et Illyrica cheli decori / vate Math. Petro Katanchich Panonnio in Archigymn. Zagrab. schol. hum. professore, digitalnezbirke.kgz.hr